# Rekapitulacija 1980-1984
Rekapitulacija 1980–1984 è un album di raccolta del gruppo musicale sloveno Laibach, pubblicato nel 1985.

## Tracce
1. Cari Amici
2. Zmagoslavje volje
3. Jaruzelsky
4. Smrt za smrt (Tod für Tod)
5. Sila (Macht)
6. Dokumenti (Dokumente)/Sredi bojev (Inmitten von Kämpfen)
7. Panorama 14/Mi kujemo bodočnost (Wir schmieden die Zukunft)
8. Brat moj (Bruder mein)
9. Slovenska žena (Slowenische Frau)
10. Boji (Kämpfe)
11. Ti, ki izzivaš (Du, der Du herausforderst)
12. Perspektive (Perspektiven)
13. Mars